# Saint-Méen
Saint-Méen (bretonisch Sant-Neven) ist eine französische Gemeinde im Département Finistère mit 941 Einwohnern (Stand 1. Januar 2022). Die Bewohner werden Méennais und Méennaises genannt.

## Geografie
Saint-Méen befindet sich im Nordwesten der Bretagne nur wenige Kilometer südlich der Ärmelkanalküste. An der westlichen Gemeindegrenze verläuft der Fluss Quillimadec.
Lesneven liegt 5 Kilometer nordwestlich, Brest 25 Kilometer südwestlich und Paris etwa 470 Kilometer östlich.

## Verkehr
Bei Landerneau und Brest befinden sich die nächsten Abfahrten an der Schnellstraße E 50 (Rennes-Brest) und  Regionalbahnhöfe an den Bahnlinien Brest-Rennes und Brest-Nantes.
Der Regionalflughafen Aéroport de Brest Bretagne liegt circa 17 Kilometer südwestlich (alle Entfernungsangaben in Luftlinie).

## Bevölkerungsentwicklung
| Jahr                       | 1962 | 1968 | 1975 | 1982 | 1990 | 1999 | 2009 | 2017 |
| Einwohner                  | 589  | 537  | 482  | 446  | 535  | 533  | 760  | 917  |
| Quellen: Cassini und INSEE |      |      |      |      |      |      |      |      |

## Sehenswürdigkeiten

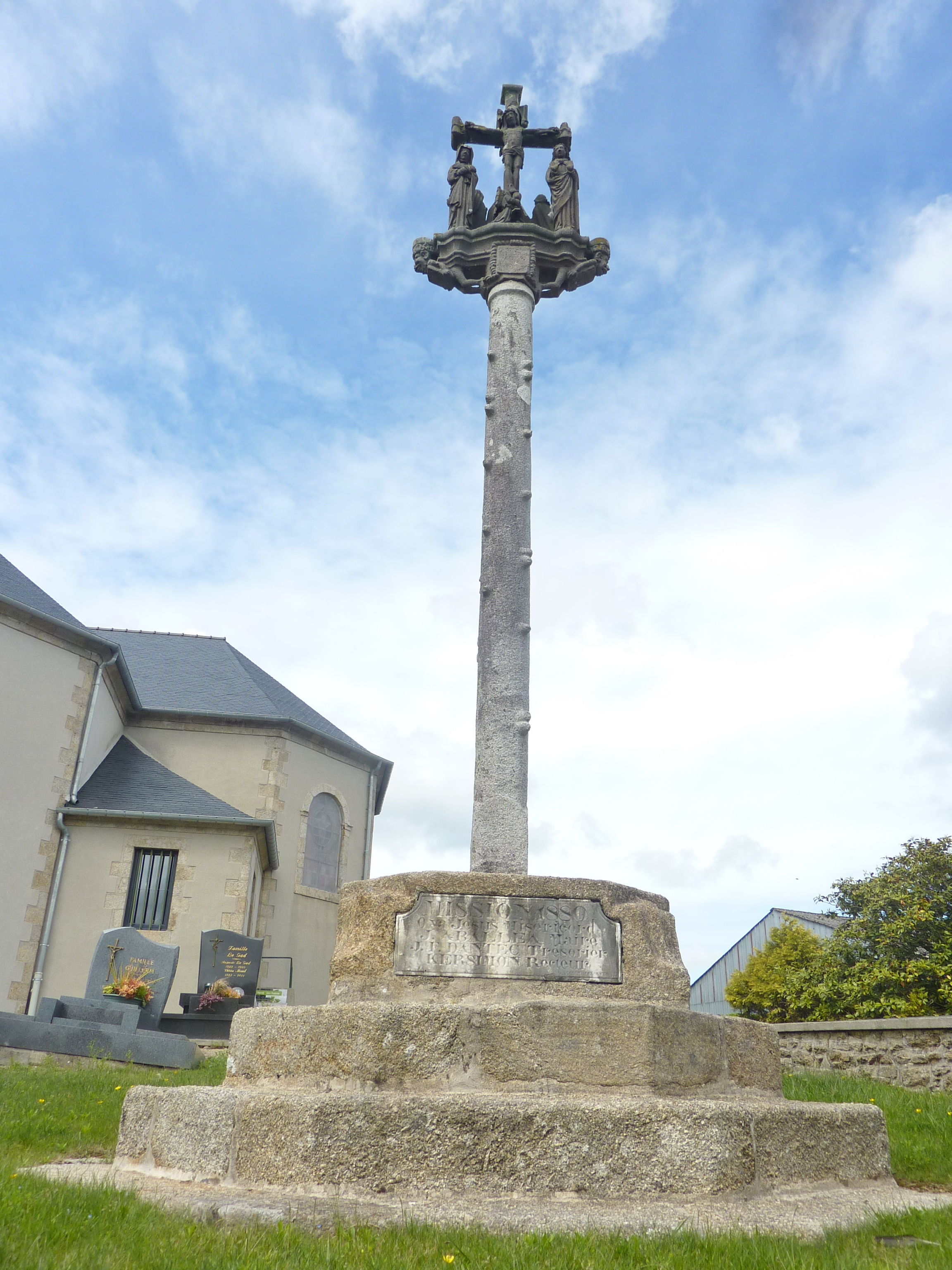
Calvaire aus dem 16. Jahrhundert

- Pfarrkirche Saint-Méen, in Teilen gegen 1838 erbaut, Erweiterungen im Jahr 1867
- Herrenhaus im Weiler Mespérennès errichtet zwischen dem 15. und 18. Jahrhundert